# Jingle Belle
 (décembre 2023).
Jingle Belle est une bande dessinée américaine de Paul Dini, publiée en version originale par Oni Press en 1999 et Dark Horse Comics à partir de 2004.

## Synopsis
Jingle Belle est la fille du père Noël. Mais personne ne la connait, et cela l'agace fortement. Comme elle est dotée d'un tempérament farceur et d'un caractère bien trempée (c'est un elfe), elle va imaginer des tas de moyens de se faire connaitre.

## Technique
Cette série est très humoristique, très colorée, rappelant les dessins animés de l'époque Tex Avery.
Le nom Jingle Belle est une double référence, à la chanson de Noël Jingle Bells (Vive le vent) et à Memphis Belle, un bombardier B-17 dont l'ornementation du style pin-up a fortement inspiré Paul Dini pour son personnage.

## Historique de publication
L'histoire intitulée Grounded, publiée dans l'anthologie Top Cow Holiday Special a été nommée aux Harvey Awards en 2010.

## Parution

### Édition américaine
1999 : Oni Press
2004 : Dark Horse Comics
2011 : Jingle Belle: Gift Wrapped one-shot publié par Image Comics.

### Édition française
Le premier volume a été traduit et publié en 2005 par Wetta WorldWide.